# Shirley Itumeleng Tiny Segokgo
Shirley Itumeleng Tiny Segokgo là một chính trị gia từ Botswana. Bà là thành viên của Quốc hội Botswana và cũng là thành viên của hội kín nữ. Segokgo cũng là một thành viên của Quốc hội Liên minh châu Phi.